# 맷 윌리그
매슈 조지프 "맷" 윌리그(영어: Matthew Joseph "Matt" Willig, 1969년 7월 21일 ~ )는 미국의 배우이자, 전 미식 축구 선수이다.

## 출연작 목록
- 에이전트 오브 쉴드(2015)
- 와일드 카드(2015) - 킨로 역
- 버즈 오브 프레이 (할리 퀸의 황홀한 해방)(2020) - 해피 역
- 파이터 게임(2024) - 베루스 역